# Hermann Joseph Kopf
Joseph Kopf (* 8. Oktober 1929 in St. Gallen als Hermann Joseph Kopf; † 24. August 1979 ebenda) war ein Schweizer Schriftsteller.

## Leben
Joseph Kopf absolvierte eine Buchhändlerlehre und arbeitete anschließend als Angestellter bei einer Bank in Bregenz. Danach hielt er sich vier
Jahre in Wien auf, wo er Freund und Mitarbeiter des Malers Ernst Fuchs war. Weitere Auslandsaufenthalte führten ihn nach Italien, Spanien und Israel, wo er vier Jahre verbrachte. Ende der 1960er Jahre kehrte er nach St. Gallen zurück, wo er als freier Schriftsteller lebte.
Joseph Kopfs literarisches Werk besteht vorwiegend aus Gedichten; seine späten Werke erschienen meist in Zusammenarbeit mit bildenden Künstlern. 1973 wurde er mit dem Johann-Peter-Hebel-Preis des Landes Baden-Württemberg ausgezeichnet.

## Werke
unter dem Namen Hermann Kopf
- Gedichte. Eirene-Verlag, St. Gallen 1954.
- Tobias Klein. Novelle. Eirene-Verlag, Küsnacht/ZH 1957.

unter dem Namen Hermann Joseph Kopf
- Durchschossen von blauem Sternlicht. Gedichte. Tschudy-Verlag, St. Gallen 1963.

unter dem Namen Joseph Kopf
- Lieder aus grauen Gärten. Eirene-Verlag, St. Gallen 1955.
- Nachruf für gestrandete Fische. Gedichte. Propstei Verlag, St. Gerold/Vlbg. 1971.
- Im Zeichen des blauen Hundes. Graphik-Lyrik-Sammlung. Buchhandlung Ribaux, St. Gallen 1975.
- Dem kalten Sternwind offen. Zollikofer Verlag, St. Gallen 1977, ISBN 3-85993-011-7.
- Gedichte 1978/79. Zollikofer Verlag, St. Gallen 1979.
- Paul Good (Hrsg.): Ein dunkles grünes Hungertuch die Welt. Zum 10. Todesjahr des St. Galler Lyrikers. Galerie Art, Düsseldorf 1989 (in zwei nicht identischen Ausgaben).
- Das müde Lächeln im Holunderbaum. Pendo-Verlag, Zürich 1989, ISBN 3-85842-167-7.
- Zeit der blauen Schatten. Gedichte. Alpha-Press, Sulzbach 2005.
- Gesammelte Gedichte. Rimbaud Verlag, Aachen 1992.

1. Nur eine Bewegung von Licht. 1952–1963. 1992, ISBN 3-89086-891-6.
2. Das geöffnete Schneeblatt. 1967–1979. 1992, ISBN 3-89086-892-4.

- Verwundetes der Sprache. (= Lyrik-Taschenbuch; 3). Rimbaud-Verlag, Aachen 1999, ISBN 3-89086-790-1.